# Let There Be Rock (australské album)
Let There Be Rock je čtvrté studiové album australské hard rockové kapely AC/DC vydané v březnu 1977. Autory všech písní jsou Angus Young, Malcolm Young a Bon Scott.
Album vyšlo v Austrálii u Albert Production. Upravená mezinárodní verze vyšla u Atlantic Records v červnu 1977.

## Seznam skladeb
1. "Go Down" – 5:20 (vinyl), 5:33 (CD)
2. "Dog Eat Dog" – 3:35
3. "Let There Be Rock" – 6:07
4. "Bad Boy Boogie" – 4:28
5. "Overdose" – 6:09
6. "Crabsody In Blue" – 4:45
7. "Hell Ain't a Bad Place to Be" – 4:15
8. "Whole Lotta Rosie" – 5:22

- Autory jsou Angus Young, Malcolm Young a Bon Scott.

## Obsazení
- Bon Scott - zpěv
- Angus Young - kytara
- Malcolm Young - kytara, doprovodný zpěv
- Mark Evans - baskytara
- Phil Rudd - bicí